# Maria Persson
Maria Ann-Christin Persson (* 9. Juni 1959 in Stockholm, Schweden) ist eine schwedische ehemalige Kinderdarstellerin. Sie wurde vor allem durch ihre Rolle der Annika Settergren in den Pippi-Langstrumpf-Filmen und der gleichnamigen Fernsehserie bekannt.

## Leben
Persson bewarb sich für die Rolle der Pippi Langstrumpf, letztlich wurde sie für die Rolle der stillen und schüchternen „Annika Settergren“ genommen. Für die deutschsprachige Fassung wurde sie von Inez Günther synchronisiert.
Nach den Pippi-Langstrumpf-Filmen besuchte Maria Persson die Calle Flygares teaterskola, eine Schauspielschule. Sie beendete ihre Schauspielkarriere aber früh. 
Persson machte nun eine Ausbildung zur Krankenschwester. 1980 lernte sie einen Spanier kennen, zusammen zogen sie nach Mallorca. Nach der Trennung von ihrem Lebensgefährten lernte Persson einen Anderen kennen, mit dem sie einen Sohn bekam und eine Bar in Palma betrieb. Nach der Trennung von diesem musste Persson die Bar verkaufen. Zuletzt arbeitete sie als Altenpflegerin. Seit 2012 ist Maria Persson durch eine Arthrose im Knie arbeitsunfähig und muss vom Krankengeld leben. Sie teilt sich eine Zweizimmerwohnung mit ihrem Sohn und dessen Freundin. Für die erfolgreichen Pippi-Langstrumpf-Filme bekamen die Kinderdarsteller nur etwa 2000 Euro Gage. Die Fans Marjan Tulp und Heleen Bosma aus den Niederlanden starteten im Februar 2019 ein Crowdfunding, um Spenden zu sammeln. Dadurch erhielten die drei Hauptdarsteller Persson, Nilsson und Sundberg jeweils 10.000 Euro. Persson wollte sich mit dem Geld am Knie operieren lassen, Nilsson und Sundberg wollten einen Teil des Geldes an Wohltätigkeitsorganisationen für Kinder spenden.

## Filmografie
- 1969: Pippi Langstrumpf (Pippi Långstrump) (TV-Serie, wurde in Deutschland erst 1971 gezeigt)
- 1969: Pippi Langstrumpf (geschnitten aus der Serie)
- 1969: Pippi geht von Bord (geschnitten aus der Serie)
- 1970: Pippi in Taka-Tuka-Land (Pippi Långstrump på de sju haven, Titel im Fernsehen: Pippi Langstrumpf und die Seeräuber)
- 1970: Pippi außer Rand und Band (På rymmen med Pippi Långstrump, Titel im Fernsehen: Mit Pippi Langstrumpf auf der Walze)
- 1973: Hier kommt Pippi Langstrumpf (Här kommer Pippi Långstrump) (wurde erst 1987 in Deutschland gezeigt, geschnitten aus der Serie)